# Francisco Yeste
Francisco Javier Yeste Navarro (Basauri, 6 de dezembro de 1979) é um ex-futebolista espanhol de origem basca que atuou como meia. Atuou por onze anos entre 1999 e 2010 como profissional do Athletic Bilbao. De 2010 a 2011 atuou no Al Wasl dos Emirados Árabes. Entre 2011 e 2012 jogou no Olympiakos da Grécia. Encerrou sua carreira em 2012 no time do Baniyas dos Emirados Árabes.

## Títulos
Seleção Espanhola Sub-20
- Campeonato Mundial Sub-20: 1999 [1]